# セントラルシティ和歌山
セントラルシティ和歌山（セントラルシティわかやま）は和歌山県和歌山市小雑賀（こざいか）に2014年9月4日に開業したショッピングセンターである。

## 概要
和歌山市の和歌山駅から紀三井寺までを結ぶ主要道路国体道路・和歌山県道135号和歌山海南線沿いに立地する。
かつてこの地にはダイエー和歌山店が出店しており、閉店時点では和歌山県唯一の直営店であった。ダイエー和歌山店は売り上げ不振が続いたことや借地契約が満了するため、2012年12月5日に閉店を発表、2013年7月31日に閉店した。
セントラルシティ和歌山のオープニング企画・2015年開催の紀の国わかやま国体・紀の国わかやま大会のオフィシャルスポンサーとして大会を応援するため、「きいちゃんオーカード」をスーパーセンターオークワ セントラルシティ和歌山店限定、1万枚の限定で発行した。
スーパーセンターオークワ セントラルシティ和歌山店は、オークワのスーパーセンター業態では20店舗となり、和歌山県内では7店舗目、和歌山市内ではスーパーセンターオークワ パームシティ和歌山店に次ぐ、2号店目となる。

## 沿革
- 1981年
  - 2月28日 - ダイエー和歌山店開業。
- 2012年
  - 12月4日 - ダイエー和歌山店の閉店が発表。
- 2013年
  - 7月31日 - ダイエー和歌山店が閉店。
  - 9月4日 - オークワとゼビオが「（仮称）スーパーセンターオークワ和歌山店・スーパースポーツゼビオ和歌山店」として大規模小売店舗立地法に基づく届出を和歌山県に提出。[4]
  - 10月23日 - 「（仮称）スーパーセンターオークワ和歌山店・スーパースポーツゼビオ和歌山店」の大規模小売店舗立地法に基づく届出を取り下げる。
  - 12月27日 - オークワとゼビオが「セントラルシティ和歌山」として大規模小売店舗立地法に基づく届出を和歌山県に再提出。
- 2014年
  - 8月22日 - 開業日・専門店を発表。[5]
  - 9月3日 - プレオープン。
  - 9月4日 - 開業。[6]

## 交通アクセス

### 自動車
- 1,064台の駐車場
- 阪和自動車道 和歌山インターチェンジから7.4km（車で19分）

### 電車
- 紀勢本線紀三井寺駅より約1km（徒歩13分）

### バス
- 南海和歌山市駅、JR和歌山駅から和歌山バス40・42・44系統に乗車し、和田川橋停留所下車すぐ

## 近隣のショッピングセンター
- オークワ系列
  - ガーデンパーク和歌山
  - パームシティ和歌山
- その他
  - イオンモール和歌山
  - CITY!WAKAYAMA（延田エンタープライズ系）